# فالدوميرو فاز فرانكو
فالدوميرو فاز فرانكو (بالبرتغالية: Valdomiro Vaz Franco‏) (مواليد 17 فبراير 1946) هو لاعب كرة قدم. يلعب مع منتخب البرازيل لكرة القدم. سبق له أن لعب في كأس العالم لكرة القدم مع منتخب بلاده.

## روابط خارجية
- فالدوميرو فاز فرانكو على موقع الاتحاد الدولي (مؤرشف)  (الإنجليزية)
- فالدوميرو فاز فرانكو على موقع قاعدة بيانات كرة القدم.إي يو (الإنجليزية)
- فالدوميرو فاز فرانكو على موقع ناشيونال فوتبول تيمز (الإنجليزية)
- فالدوميرو فاز فرانكو على موقع عالم كرة القدم.نت (الإنجليزية)